# Světový pohár v biatlonu 2016/2017 – Pchjongčchang
7. podnik Světového poháru v biatlonu v sezóně 2016/17 probíhal od 2. do 5. března 2017 v středisku Alpensia Biathlon Centre v korejském Pchjongčchangu, v areálu, kde o rok později proběhnou Zimní olympijské hry 2018. Na programu podniku byly závody ve sprintu, stíhací závody a štafety.

## Program závodů
Oficiální program:
| Datum     | Disciplína           | Začátek (SEČ) | Počet závodníků |
| --------- | -------------------- | ------------- | --------------- |
| 2. března | Sprint (ženy)        | 12:15         | 94              |
| 3. března | Sprint (muži)        | 11:00         | 102             |
| 4. března | Stíhací závod (ženy) | 10:45         | 59              |
| 4. března | Stíhací závod (muži) | 12:30         | 58              |
| 5. března | Štafeta ženy         | 8:30          | 21 týmů         |
| 5. března | Štafeta muži         | 11:45         | 24 týmů         |

## Průběh závodů

### Sprinty
Závod žen se nevydařil Gabriele Koukalové. Nejela tak rychle jako její nejbližší soupeřky (v běhu byla až dvanáctá), ale především při každé střelbě nezasáhla jeden terč. Do cíle dojela na průběžném 16. místě, nakonec skončila ještě o 5. pozic níže. Lépe střílela Eva Puskarčíková, která neudělala ani jednu chybu, ale její až 42. běžecký čas nestačil na lepší než 16. místo v cíli. Do následujícího stíhacího závodu se probojovala ještě Veronika Vítková, která s dvěma nezasaženými terči dojela na 53. pozici. Závod se jel na zledovatělé trati, na což doplatila Jessica Jislová. Se dvěma chybami na střelnici atakovala 60. místo, které by jí zaručilo účast ve stíhacím závodě, ale na začátku cílové rovinky jí podklouzla lyže, a i když nespadla, zpomalilo jí to a dojela jen půl sekundy od postupové pozice.
Sprint opět vyhrála čistě střílející Němka Laura Dahlmeierová. Norka Tiril Eckhoffová byla sice po druhé střelbě jen o tři sekundy za ní, ale poslední kolo už nedokázala zajet tak rychle jako Dahlmeierová a dojela o osm sekund za ní.
Sprintu mužů ani dalších zdejších závodů se nezúčastnil Ondřej Moravec, který podle komentátorů špatně snáší rychlé změny časových pásem, a proto zůstal v Evropě a startoval v IBU Cupu. Z českých reprezentantů se v něm umístil nejlépe Tomáš Krupčík. Střílel čistě, ale kromě úvodního kola však běžel pomalu a dojel na 19. místě, což bylo jeho nejlepší umístění v závodu světového poháru. Také Michal Šlesingr běžel pomaleji a s jednou chybou při střelbě vleže dokončil závod na 24. pozici. Do stíhacího závodu postoupili ještě Adam Václavík a Michal Krčmář, ale umístili se na nebodovaném 43. a 49. místě.
Většina favoritů startovala netradičně až ke konci startovního pole. Nejdříve se do průběžného vedení dostal Francouz Martin Fourcade, který udělal při každé střelbě jednu chybu, ale vyrovnal to celkově nejrychlejším během. Brzy jej však o pět sekund předstihl čistě střílející Američan Lowell Bailey. Jako jeden z posledních startoval Rakušan Julian Eberhard, který se již na průběžných mezičasech držel v čele a do cíle dojel s náskokem 40 sekund. Fourcade však i třetím místem získal s předstihem velký křišťálový glóbus za vítězství v tomto ročníku světového poháru. Byl to jeho již šestý křišťálový glóbus, čímž vyrovnal dosavadní rekord Ole Einara Bjørndalena, který jich získal také šest, ale v průběhu 12 let.

### Stíhací závody
V závodě žen startovala Gabriela Soukalová z 21. pozice. Dopředu se propracovávala jen pomalu, když při první střelbě vleže i vstoje udělala po jedné chybě. V druhé polovině závodu, zejména v posledním kole však zrychlila a dokončila závod na osmém místě. Evě Puskarčíkové se nepodařila především střelba: udělala celkem pět chyb a běžela pomalu. Klesla proto z 16. na 39. místo. Veronika Vítková se podle trenéra žen Zdeňka Vítka už před závodem necítila dobře a když se po třetí střelbě pohybovala až na 53. pozici, závod vzdala.
Suverénním způsobem zvítězila Laura Dahlmeierová. Od první střelby se udržovala v čele a když zastřílela čistě všechny položky, odjížděla do posledního kola s náskokem před minutu a půl. To absolvovala už jen v tréninkovém tempu. Na druhou pozici se rychlým během dostala Kaisa Mäkäräinenová, i když po třetí střelbě byla až osmá.
V závodu mužů startoval na nadějném 19. místě Tomáš Krupčík. Vleže střílel čistě, ale podobně za bezvětří střílelo i mnoho soupeřů. Běžel však pomaleji, a tak si svoji pozici nevylepšoval. Vstoje udělal po jedné chybě a dojel nakonec na 27. místě. O tři příčky před ním skončil Michal Šlesingr, který se po chybě při první střelbě postupně propracovával dopředu, ale po poslední střelbě, kdy nezasáhl poslední terč, opět klesl.
Martin Fourcade, který se již v průběhu druhého kola posunul do čela a díky čisté střelbě už nikoho před sebe nepustil. Druhý dojel Rus Anton Šipulin, který se i díky čisté střelbě postupně propracovával z 23. startovní pozice dopředu. Fourcade zde získal 12. vítězství v této sezóně světového poháru a vyrovnal tím rekord, který 11 let držel Ole Einar Bjørndalen.

### Štafety
Českým ženy se v závodě opět nevyvarovaly trestného kola. Závod rozjela Jessica Jislová. Oproti štafetě na mistrovství světa musela při obou střelbách vždy dvakrát dobíjet, běžela hlavně v druhém kole pomaleji a předávala na 15. místě, ale s přijatelnou ztrátou 44 sekund. Evě Puskarčíkové se po dlouhé době podařilo zastřílet obě položky čistě a rychlým během hlavně v druhé polovině závodu posunula české reprezentantky na páté místo s odstupem 42 sekund. Lucie Charvátová dobíjela při první střelbě jednou a díky rychlému běhu přijížděla na položku vstoje jako čtvrtá. Zde více vedoucích štafet chybovalo a tak Charvátová, přestože jela jedno trestné kolo, klesla jen na osmou pozici a předávala se ztrátou minuty a dvou sekund. Gabriela Soukalová si podle trenérů před závodem stěžovala na únavu, ale předvedla nejlepší běžecký čas. Při první střelbě nemusela dobíjet a posunula českou štafetu na šesté místo. V prostředním kole předjela další dvě závodnice, ale na střelnici udělala jednu chybu a klesla na páté místo, ale jen s několikasekundovou ztrátou na nejbližší soupeřky. Ty dojela a do cílové roviny přijížděla jako druhá. Zde takticky zvolila prostřední nejkvalitnější stopu, ale zleva jí o jednu desetinu sekundy předjela Norka Marte Olsbuová. Koukalová naopak o stejný časový rozdíl uhájila třetí místo před Švédkou Annou Magnussonovou.
Přestože nestartovala Laura Dahlmeierová, závod s jistotou vyhrálo německé družstvo v sestavě 4H (Karolin Horchlerová, Maren Hammerschmidtová, Denise Herrmannová a Franziska Hildebrandová). Od první předávky se Němky udržovaly na čelních pozicích, a přestože Herrmannová musela na střelnici na trestné kolo, ztratila jen málo a téměř bezchybná Hildebrandová pak získala po poslední střelbě dostatečný náskok. Zajímavostí závodu bylo, že všechny týmy na medailových pozicích musely na trestné kolo.
V závodě mužů začal dobře Michal Šlesingr. Střílel jen s jednou chybou a rychle běžel, ale v posledním kole, když jel na pátém místě s odstupem pěti sekund, při sjezdu spadl. Předával pak jako desátý se ztrátou 35 sekund. Tomáš Krupčík na druhém úseku udělal při první střelbě jednu chybu. V běhu mírně ztrácel a když při druhé střelbě musel na jedno trestné kolo. Jaroslav Soukup, který do něj převzal štafetu na 12. místě s téměř dvouminutovou ztrátou, střílel vleže rychle a čistě. Vstoje udělal jednu chybu, ale pak předjel nejbližší soupeře a předával na 8. místě se ztrátou 2:08 min. Michal Krčmář při první střelbě musel na jedno trestné kolo a klesl na 13. místo. Vstoje zastřílel čistě, předjel pět soupeřů a dovezl českou štafetu na osmém místě.
Zvítězila Francie, která se dostala v polovině závodu do čela, a i když Martin Fourcade na posledním úseku udělal při střelbách vždy dvě chyby, jasný náskok si udržel. Rusové dojeli jako čtvrtí, ale i tato pozice jim stačila k získání malého křišťálového glóbu v této disciplíně.

## Pořadí zemí
| Pořadí | Země     | 1. místo | 2. místo | 3. místo | Celkově |
| ------ | -------- | -------- | -------- | -------- | ------- |
| 1.     | Německo  | 3        | 0        | 0        | 3       |
| 2.     | Francie  | 2        | 0        | 3        | 5       |
| 3.     | Rakousko | 1        | 1        | 1        | 3       |
| 4.     | Norsko   | 0        | 2        | 1        | 3       |
| 5.     | Finsko   | 0        | 1        | 0        | 1       |
| 5.     | Rusko    | 0        | 1        | 0        | 1       |
| 5.     | USA      | 0        | 1        | 0        | 1       |
| 8.     | Česko    | 0        | 0        | 1        | 1       |
|        | Celkem   | 6        | 6        | 6        | 18      |

## Umístění na stupních vítězů

### Muži
| Disciplína              | První místo                                                                   | Výkon                                                     | Druhé místo                                                            | Výkon                                                     | Třetí místo                                                                                    | Výkon                                                     |
| Sprint (10 km)          | Julian Eberhard                                                               | 23:11,1 (0+0)                                             | Lowell Bailey                                                          | 23:51,8 (0+0)                                             | Martin Fourcade                                                                                | 23:56,5 (1+1)                                             |
| Stíhací závod (12,5 km) | Martin Fourcade                                                               | 31:24,2 (0+0+0+0)                                         | Anton Šipulin                                                          | 31:58,7 (0+0+0+0)                                         | Julian Eberhard                                                                                | 32:01,9 (0+2+0+1)                                         |
| Štafeta (4×7,5 km)      | Francie Jean-Guillaume Béatrix Simon Fourcade Simon Desthieux Martin Fourcade | 1:12:09,5 (0+1) (0+2) (0+1) (0+0) (0+1) (0+1) (0+2) (0+2) | Rakousko Lorenz Waeger Simon Eder Julian Eberhard Dominik Landertinger | 1:12:43,3 (0+0) (0+1) (0+1) (0+1) (0+2) (0+0) (0+2) (0+2) | Norsko Vetle Sjåstad Christiansen Ole Einar Bjørndalen Vegard Gjermundshaug Henrik L'Abée-Lund | 1:12:54,9 (0+0) (0+0) (0+2) (0+1) (0+0) (1+3) (0+0) (0+2) |

### Ženy
| Disciplína              | První místo                                                                                  | Výkon                                                     | Druhé místo                                                                    | Výkon                                         | Třetí místo                                                                | Výkon                                                     |
| Sprint (7,5 km)         | Laura Dahlmeierová                                                                           | 20:43,7 (0+0)                                             | Tiril Eckhoffová                                                               | 20:52,1 (0+0)                                 | Anaïs Chevalierová                                                         | 21:25,3 (0+0)                                             |
| Stíhací závod (10 km)   | Laura Dahlmeierová                                                                           | 27:58,0 (0+0+0+0)                                         | Kaisa Mäkäräinenová                                                            | 29:10,6 (0+0+2+0)                             | Anaïs Bescondová                                                           | 29:16,9 (0+0+1+0)                                         |
| Štafeta (ženy) (4×6 km) | Německo Nadine Horchlerová Maren Hammerschmidtová Denise Herrmannová Franziska Hildebrandová | 1:07:35,6 (0+0) (0+1) (0+1) (0+1) (0+0) (1+3) (0+1) (0+0) | Norsko Kaia Wøien Nicolaisenová Hilde Fenneová Tiril Eckhoffová Marte Olsbuová | 1:07:58,4 (0+1) (0+0) (0+1) (1+3) (0+2) (0+1) | Česko Jessica Jislová Eva Puskarčíková Lucie Charvátová Gabriela Soukalová | 1:07:58,5 (0+2) (0+2) (0+0) (0+0) (0+1) (1+3) (0+0) (0+1) |